# Бетан
Бетан (фр. Bettant) је насељено место у Француској у региону Рона-Алпи, у департману Ен (Рона-Алпи).
По подацима из 2011. године у општини је живело 731 становника, а густина насељености је износила 216,91 становника/km².

## Демографија
| 1962. | 1968. | 1975. | 1982. | 1990. | 2011. |
| ----- | ----- | ----- | ----- | ----- | ----- |
| 545   | 567   | 586   | 594   | 703   | 731   |